# Os dois corpos do Rei
Os Dois Corpos do Rei (com o subtítulo Um Estudo em Teologia Política Medieval ) é um livro histórico de 1957 de Ernst Kantorowicz. Trata-se da teologia política medieval e das distinções que separam o “corpo natural”, ou seja o corpo físico do Rei e seu corpo “ corpo político” (ou espiritual).
Teve influência significativa no campo dos estudos medievais, embora seus métodos e estilo de argumentação sejam vistos considerados com  cautela pelos estudiosos contemporâneos. Recebeu a medalha Haskins da Academia Medieval da América.
Stephen Greenblatt disse é uma "obra notavelmente vital, generosa e produtiva", enquanto o historiador Morimichi Watanabe o chamou de "clássico monumental". Outros denominaram "um volume despercebido nas prateleiras" que permanece relevante e com grande influência  em disciplinas como a história da arte. É um livro muito admirado pelos leitores. Horst Bredekamp, um historiador de arte, referiu-se ao livro como um "sucesso contínuo". Foi impresso desde 1957 pela Princeton University Press e foi traduzido para romeno, francês, alemão, italiano e espanhol.
A técnica acadêmica do livro inclui o uso de arte, filosofia, religião, direito, numismática e arqueologia.

## Fundo
O livro é descrito pelo historiador Paul Monod como "corajosamente concebido, meticulosamente pesquisado e muito bem escrito". Ele tenta mostrar como um estado monárquico se desenvolveu a partir de crenças religiosas cristãs, especificamente conforme desde a Inglaterra dos Tudor. Naquela época, a doutrina jurídica inglesa via o corpo físico do governante como unido a um "corpo perfeito, imutável e eterno de todo o sistema político". Kantorowicz então argumenta que este é o culminar dos ensinamentos católicos sobre o corpo de Cristo.

## Estrutura
O livro é estruturado em torno de uma exploração dos numerosos dispositivos e tecnologias que os teólogos e juristas medievais desenvolveram para "derrotar a morte" e "estender a existência corporal muito além dos limites carnais".
A magnum opus de Kantorowicz não segue uma estrutura linear ou cronológica. Alguns estudiosos disseram que é "livremente pensado e não sistemático... como se uma sociedade feliz de fadas e aranhas tivesse se reunido para tecer uma teia erudita". Começa com uma introdução ao tema dos "dois corpos" do rei, conforme encontrado nos relatórios de Edmund Plowden, um jurista elisabetano. Em seguida, revisita a aparição das mesmas ideias desenvolvidas por William Shakespeare em "Richard II". O problema e seu horizonte de investigação são assim estabelecidos para o leitor: o que torna possível a "ficção jurídica" do corpo simbólico do rei?

A análise desses tópicos pelo autor gerou uma grande polêmica. Entre os relatórios de Edmund Plowden, por exemplo, estava uma disputa sobre se o rei Eduardo VI mantinha ou não o ducado de Lancaster como propriedade privada, ou se pertencia à coroa. Os advogados argumentaram o último:
O rei tem dentro de si dois Corpos, a saber, um Corpo natural e um Corpo político. Seu Corpo natural (se considerado em si mesmo) é um Corpo mortal, sujeito a todas as Enfermidades que advêm da Natureza ou do Acidente, à Imbecilidade da Infância ou da velhice... Mas seu Corpo político é um Corpo que não pode ser visto ou manuseado, consistindo de Política e Governo, e constituído para a Direção do Povo e a gestão do bem público, e este Corpo está totalmente isento de Infância e velhice, e de outras Deficiências e Imbecilidades naturais às quais o Corpo natural está sujeito, e por esta Razão, o que o Rei faz em seu Corpo político, não pode ser invalidado ou frustrado por qualquer incapacidade em seu Corpo natural.
O medievalista FW Maitland considerou um "absurdo metafísico", Kantorowicz percebeu "uma ficção mística com raízes teológicas, inconscientemente transferida pelos juristas Tudor para o mito do Estado".
O restante do texto - o argumento propriamente dito - então se volta para "Reinado centrado em Cristo", "Reinado centrado na Lei" e "Reinado centrado na Política". Essas são uma taxonomia aproximada das múltiplas manifestações do reinado místico e corporal, que Kantorowicz rastreia ao longo da história em uma variedade de culturas. As três últimas seções abordam, respectivamente, continuidade e corporações (baseando-se na análise de F. W. Maitland sobre "A Coroa como Corporação"), a imortalidade do rei (como corpo transcendental, não físico) e "Reinado centrado no Homem", que contém uma discussão detalhada sobre o trabalho de Dante Alighieri.

## Recepção e influência
Uma das principais razõe para o renascimento do interesse pela obra de Kantorowicz no  pós-Segunda Guerra Mundial foi o uso da obra de Michel Foucault em seu clássico Vigiar e Punir, tendo traçado um paralelo entre a dualidade do rei e o corpo de um homem condenado. Reelaborações e homenagens à Kantorowicz incluíram Os Dois Corpos da Rainha, O Corpo do Papa, Os Dois Mapas do Rei, Os Dois Corpos do Povo, O Outro Corpo do Rei, e mais.
Uma dos mais notáveis  controvérsias envolvendo o legado de Kantorowicz foi a afirmação de Norman Cantor de que Kantorowicz era um dos dois "gêmeos nazistas" (o outro sendo Percy Ernst Schramm ) devido à recepção popular de seu livro sobre Frederico II entre os membros do partido nazista. Argumentos de Cantor,no entanto, foram posteriormente considerados uma distorção dos fatos e uma "difamação massiva".

## Linhagem na obra de Kantorowicz
Os estudiosos nos últimos anos têm traçado as origens dos "Dois Corpos do Rei" para o tempo e lugar específicos de Kantorowicz nas décadas de 1920 e 1930 na Alemanha, impulsionados em parte por seu desejo de responder às teorias contemporâneas sobre as origens teológicas da soberania moderna. Provavelmente devido à recepção polarizada do primeiro livro de Kantorowicz sobre a vida de Frederico II ( Kaiser Friedrich der Zweite ) e por conta de falta de de notas de rodapé, Kantorowicz fez uma pesquisa rigorosa para seu livro "Os Dois Corpos do Rei" e faz muitas notas ao longo do livro. Em Frederico II, o governante mostrou-se o fundador do Estado secular, naquele momento um novo tipo de ser política que expressava os desejos de uma cultura laica que se espalhava há um século na Europa. Os estudiosos traçam uma linhagem direta de ambições intelectuais desde o início até o final da obra de  Kantorowicz.
Nas ideias de Frederick II sobre a relação entre o monarca e o Estado, são propostas, mas apenas realizadas na doutrina legal Tudor que Kantorowicz elabora e interpreta em "Os Dois Corpos do Rei", que "um Estado secular bem-sucedido" encontra sua base em "um corpo político abrangente alojado no corpo do monarca". Kantorowicz também acreditava que as doutrinas defendidas por esses juristas-teólogos eram, em última análise, fictícias, mas emocionalmente satisfatórias. Ele acreditava que qualquer teoria política se baseia não na verdade, mas no poder psicológico não racional.
A peça "Richard II" de William Shakespeare inclui muitos temas relevantes para o livro, incluindo concepções do corpo político. Kantorowicz estava preocupado com o problema das ideias do mundo teológico ou religioso sendo transferidas para o secular, um processo que ele acreditava caracterizar a modernidade. Assim, ideias teológicas são transformadas em jurídicas; litúrgicas em políticas; e a noção de Cristandade se torna uma "comunidade humanística da humanidade".